# Thyrosticta vieui
Thyrosticta vieui là một loài bướm đêm thuộc phân họ Arctiinae, họ Erebidae.